# Doanh số hệ thống
Doanh số hệ thống là một thuật ngữ kinh doanh được sử dụng trong ngành công nghiệp nhượng quyền thương mại. Các nhà nhượng quyền cung cấp các dịch vụ tiếp thị, cung cấp và quản trị cho các nhà nhượng quyền để đổi lấy một phần doanh thu của các nhà nhượng quyền. Một số nhà nhượng quyền cũng điều hành một số cửa hàng trực tiếp.Doanh số hệ thống đại diện cho tổng doanh thu của tất cả các cửa hàng sử dụng một thương hiệu hoặc sử dụng tất cả các thương hiệu được nhượng quyền sở hữu bởi một nhà nhượng quyền. Nó luôn cao hơn doanh thu của nhà nhượng quyền cho mục đích kế toán.
Ví dụ: giả sử nhà hàng "Fast Eats" trung bình có doanh thu hàng năm là 1 triệu đô la Mỹ. Fast Eats Inc điều hành 1.000 nhà hàng Fast Eats trực tiếp và nhượng quyền thương mại 3.000 cửa hàng khác, giảm 20% doanh số bán hàng. Doanh thu báo cáo của Fast Eats Inc là 1,6 tỷ USD (1.000 × 1 triệu USD từ hoạt động trực tiếp và 20% × 3.000 × 1 triệu từ các cửa hàng nhượng quyền). Nhưng doanh thu hệ thống của Fast Eats là 4 tỷ đô la (4.000 × 1 triệu đô la).
Doanh số hệ thống cung cấp một cách hữu ích để đánh giá sự tăng trưởng của một thương hiệu nhượng quyền thương mại. Nhà điều hành nhượng quyền thương mại có thể dễ dàng tăng doanh thu báo cáo bằng cách lấy nhiều cửa hàng hơn dưới sự quản lý trực tiếp, nhưng điều đó có thể không phải là lựa chọn tốt nhất cho lợi nhuận của doanh nghiệp và doanh thu kế toán tăng lên có thể gây ấn tượng sai lệch về tốc độ tăng trưởng của doanh nghiệp cơ bản, nếu không tính đến doanh số của hệ thống.